# Sonate K. 269
La sonate K. 269 (F.217/L.307) en la majeur est une œuvre pour clavier du compositeur italien Domenico Scarlatti.

## Présentation
La sonate K. 269 en la majeur, notée Allegro, forme une paire avec la sonate précédente. C'est une tarentelle, parmi les nombreuses qui complètent les couples, en modulant ici davantage.

## Manuscrits
Le manuscrit principal est le numéro 4 du volume V de Venise (1753), copié pour Maria Barbara ; les autres sont Parme VI 22, Münster III 8 et Vienne E 8.

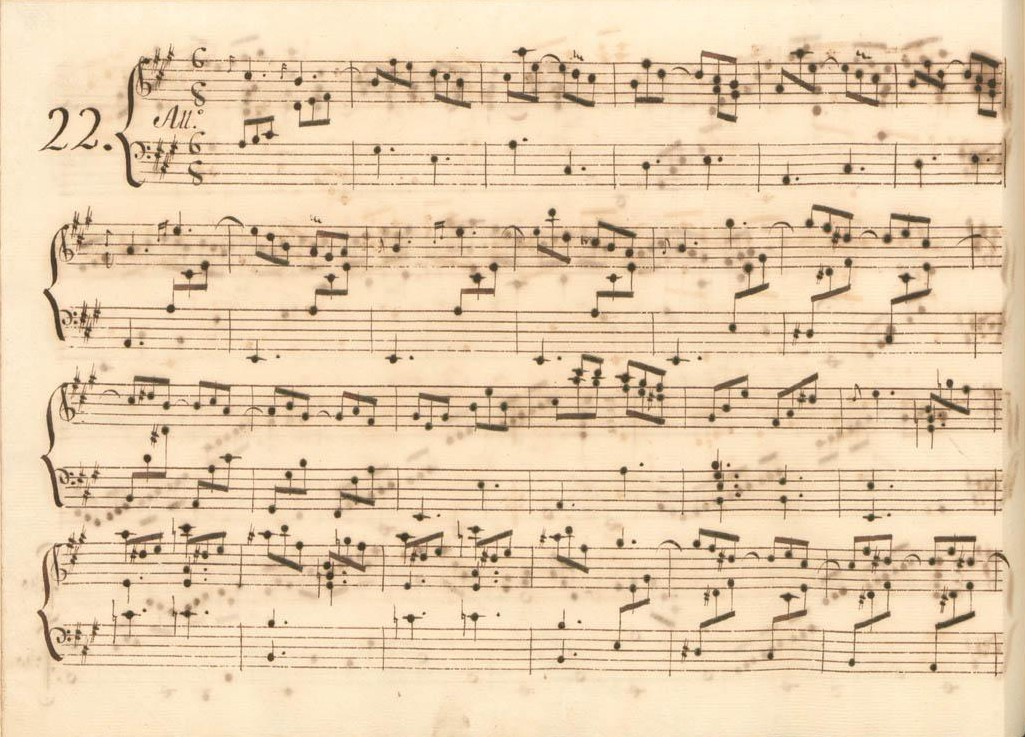
Parme VI 22.
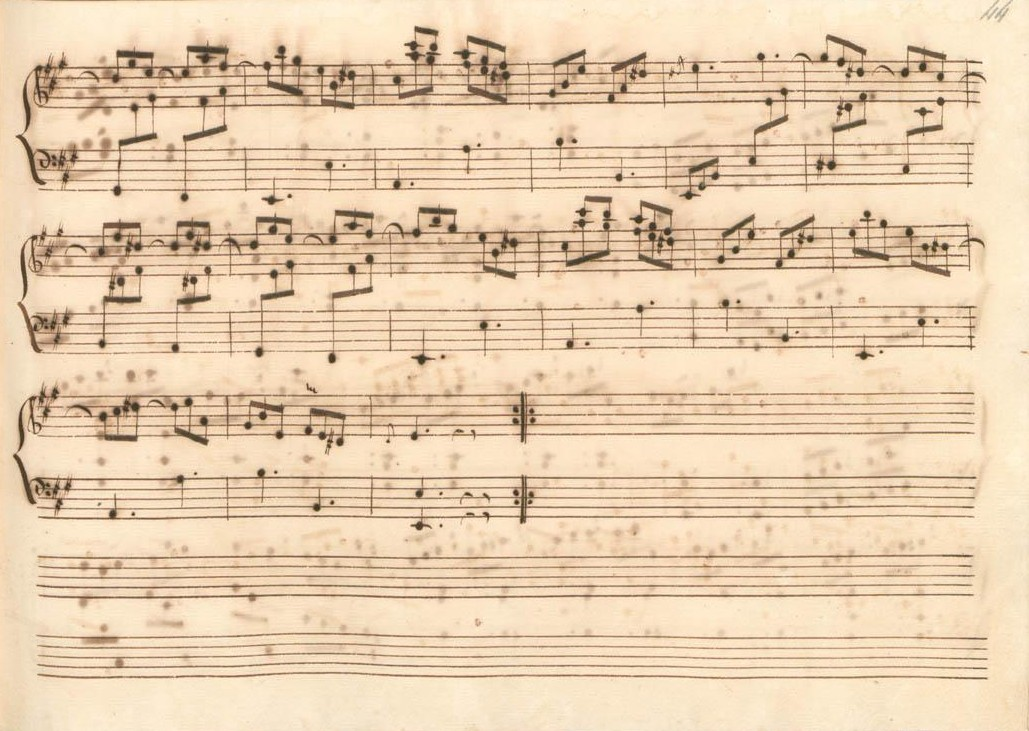
Parme VI 22 (fin de la première section).
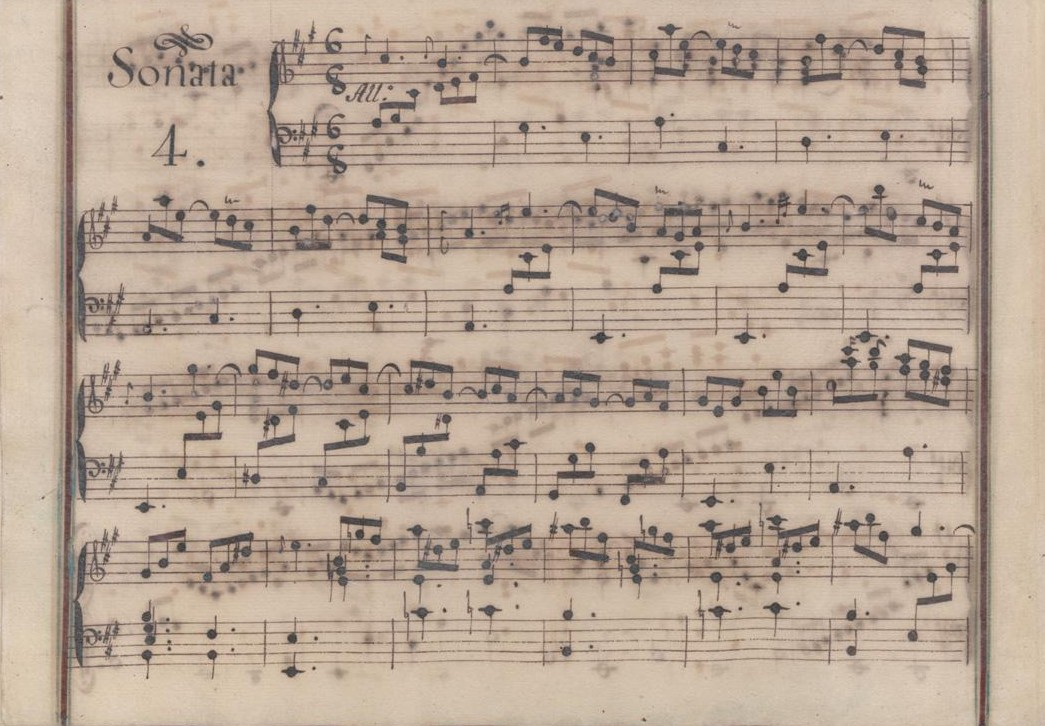
Venise V 4.

## Interprètes
La sonate K. 269 est défendue au piano, notamment par Duanduan Hao (2011, Naxos, vol. 14) et Carlo Grante (2012, Music & Arts, vol. 3) ; au clavecin par Scott Ross (1985, Erato), Richard Lester (2001, Nimbus, vol. 2) et Pieter-Jan Belder (Brilliant Classics, vol. 6).

## Sources
: document utilisé comme source pour la rédaction de cet article.
- Ralph Kirkpatrick (trad. de l'anglais par Dennis Collins), Domenico Scarlatti, Paris, Lattès, coll. « Musique et Musiciens », 1982 (1re éd. 1953 (en)), 493 p. (ISBN 978-2-7096-0118-4, OCLC 954954205, BNF 34689181).
- Alain de Chambure, « Domenico Scarlatti : Intégrale des sonates — Scott Ross », Erato (2564-62092-2), 1985 (OCLC 891183737) .